# MSG (1981)
MSG è il secondo album della band Michael Schenker Group, pubblicato nel 1981 per la Chrysalis Records.

## Tracce
1. Ready to Rock (Schenker, Barden)
2. Attack of the Mad Axeman (Schenker, Barden)
3. On and On (Schenker, Barden)
4. Let Sleeping Dogs Lie (Schenker, Barden, Glen, Powell, Raymond)
5. But I Want More (Schenker, Barden)
6. Never Trust a Stranger (Raymond)
7. Looking for Love (Schenker, Barden)
8. Secondary Motion (Schenker, Barden)

## Formazione
- Gary Barden - voce
- Michael Schenker - chitarra
- Paul Raymond - tastiere, chitarra
- Chris Glen - basso
- Cozy Powell - batteria

## Partecipazioni
- Stephen Stills, cori
- Billy Nicholls, cori